# Torronsuo
Torronsuo är en högmosse i Finland.   Det ligger i kommunen Tammela i landskapet Egentliga Tavastland, i den södra delen av landet, 90 km nordväst om huvudstaden Helsingfors. Det är den största högmossen i Finland som har bevarat sin naturliga tillstånd.
Torronsuo nationalpark är belägen i Torronsuo.